# Norrenberg (Rheinisches Schiefergebirge)
Der Norrenberg ist ein 281 Meter hoher Bergrücken im Barmer Wald in den Wuppertaler Stadtbezirken Heckinghausen, Quartiere Heckinghausen und Hammesberg. Die Gipfellage dient seit dem 19. Jahrhundert als Aussichtspunkt und wird Kaiser-Wilhelm-Höhe genannt.

## Topologie
Der größtenteils bewaldete Bergrücken verläuft in nordöstlicher Richtung. Der Berg wird im Westen von dem Murmelbach, im Norden von der Wupper und im Osten von Wupper und dem Blombach begrenzt. Während die Flanken in diese Richtungen steil zu den Gewässern abfallen, senkt sich das Gelände im Südwesten nur leicht, um dann zu den Scharpenacker Berge wieder anzusteigen.
Am Übergang zu den Scharpenacker Berge liegt der Ortsteil Konradswüste. Während die Bergflanke zum Murmelbach aus Naturschutzgründen unbesiedelt ist, befinden sich an der Flanke zum Blombach und zur Wupper im Osten die Ortsteile Hammesberg, Norrenberg, Plückersburg und Bockmühle. Im Norden befindet sich am Fuß des Bergs das Zentrum Heckinghausens mit der Ortslage Gosenburg.

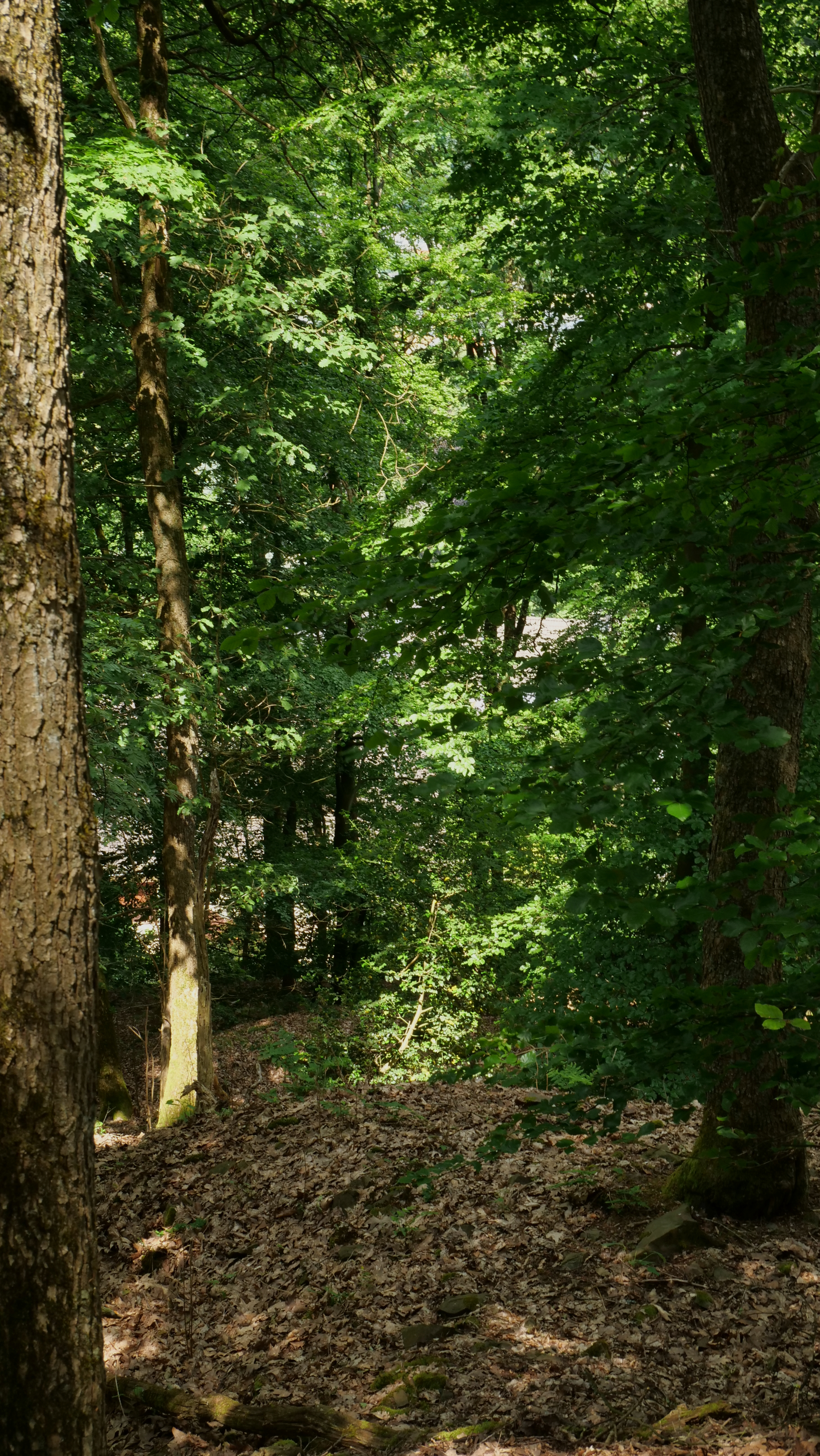
Blick in den Wald vom Norrenberg aus.
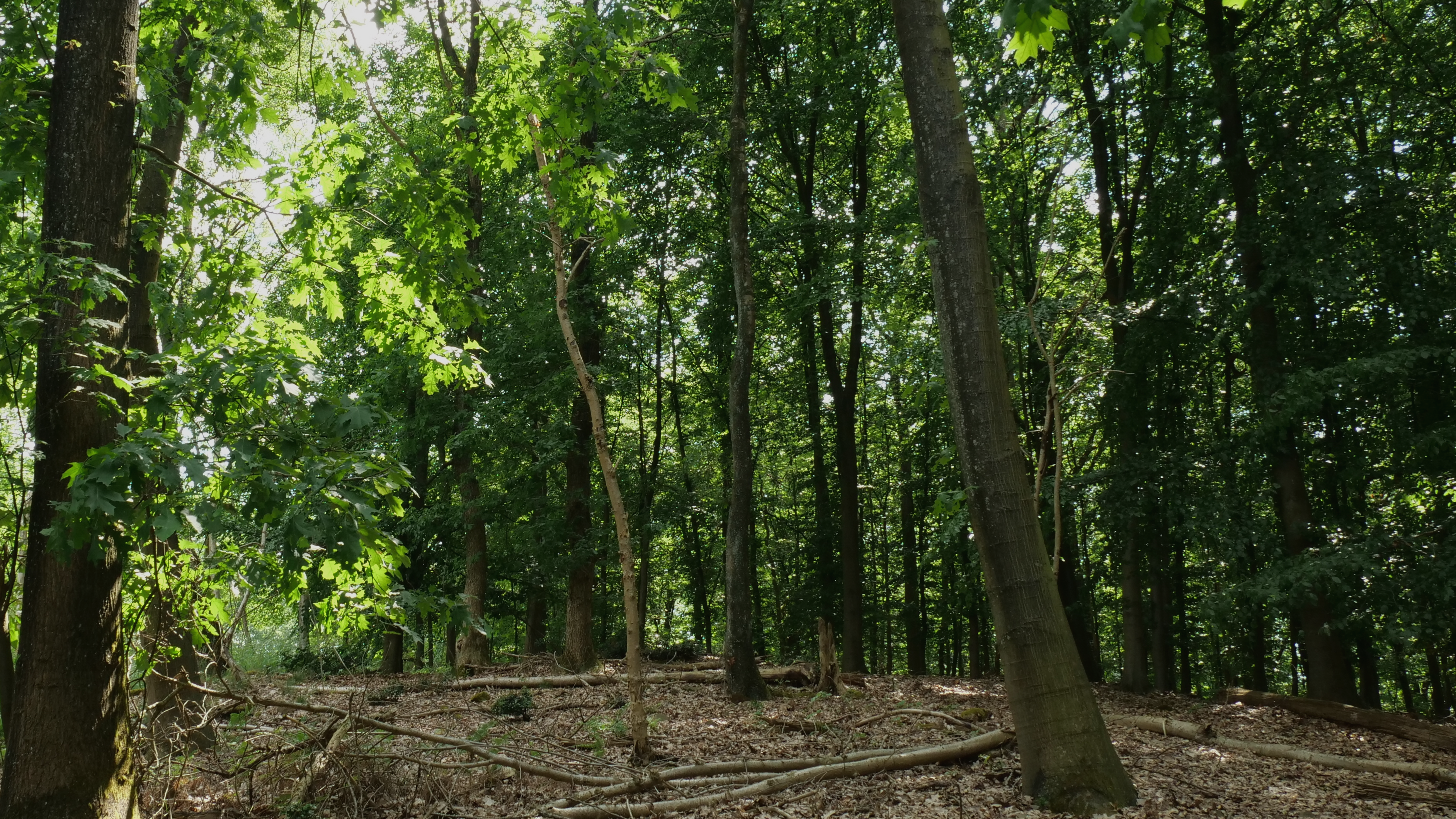
Blick in den Wald vom Norrenberg aus.
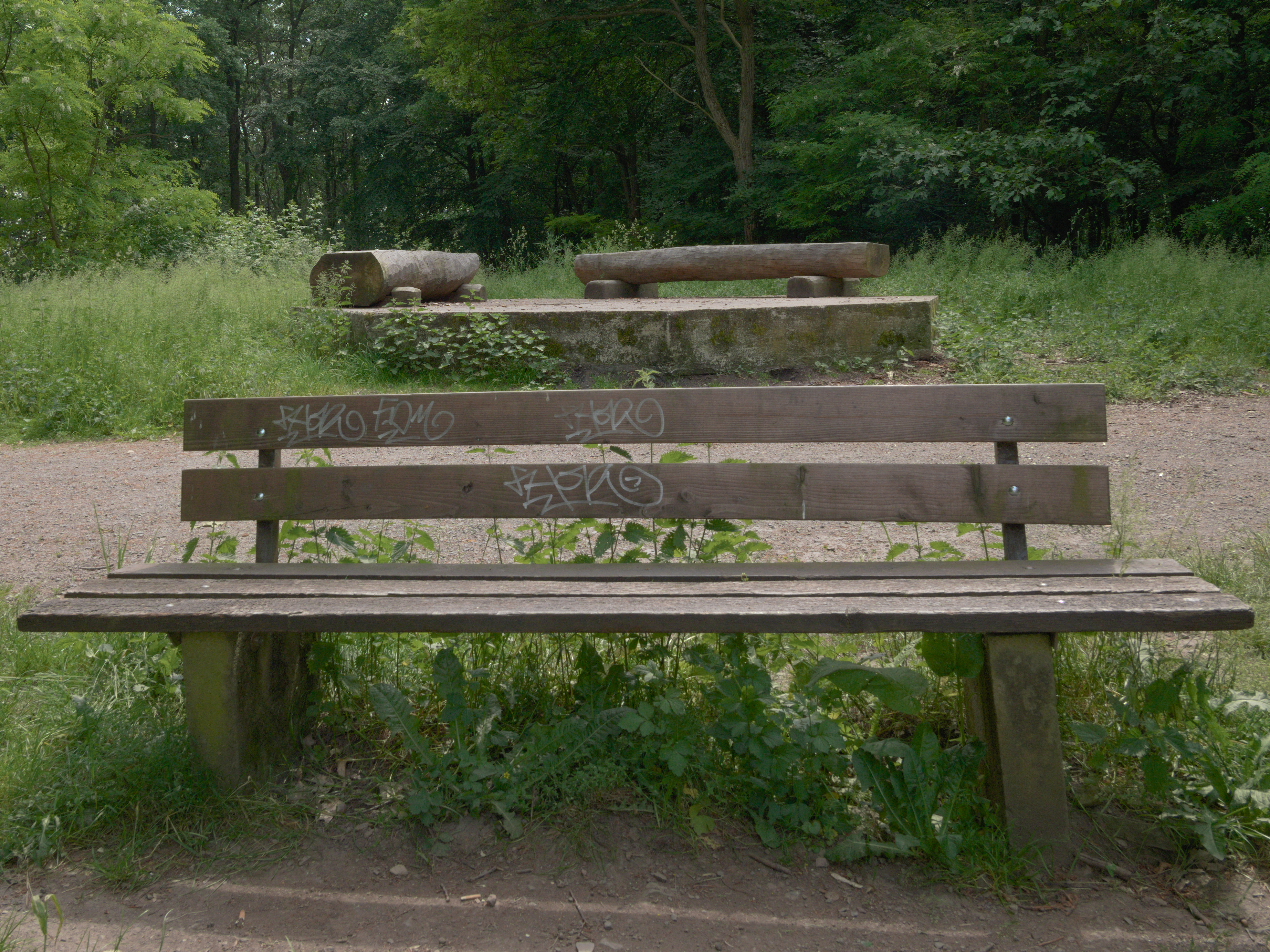
Sitzgelegenheiten auf dem Norrenberg
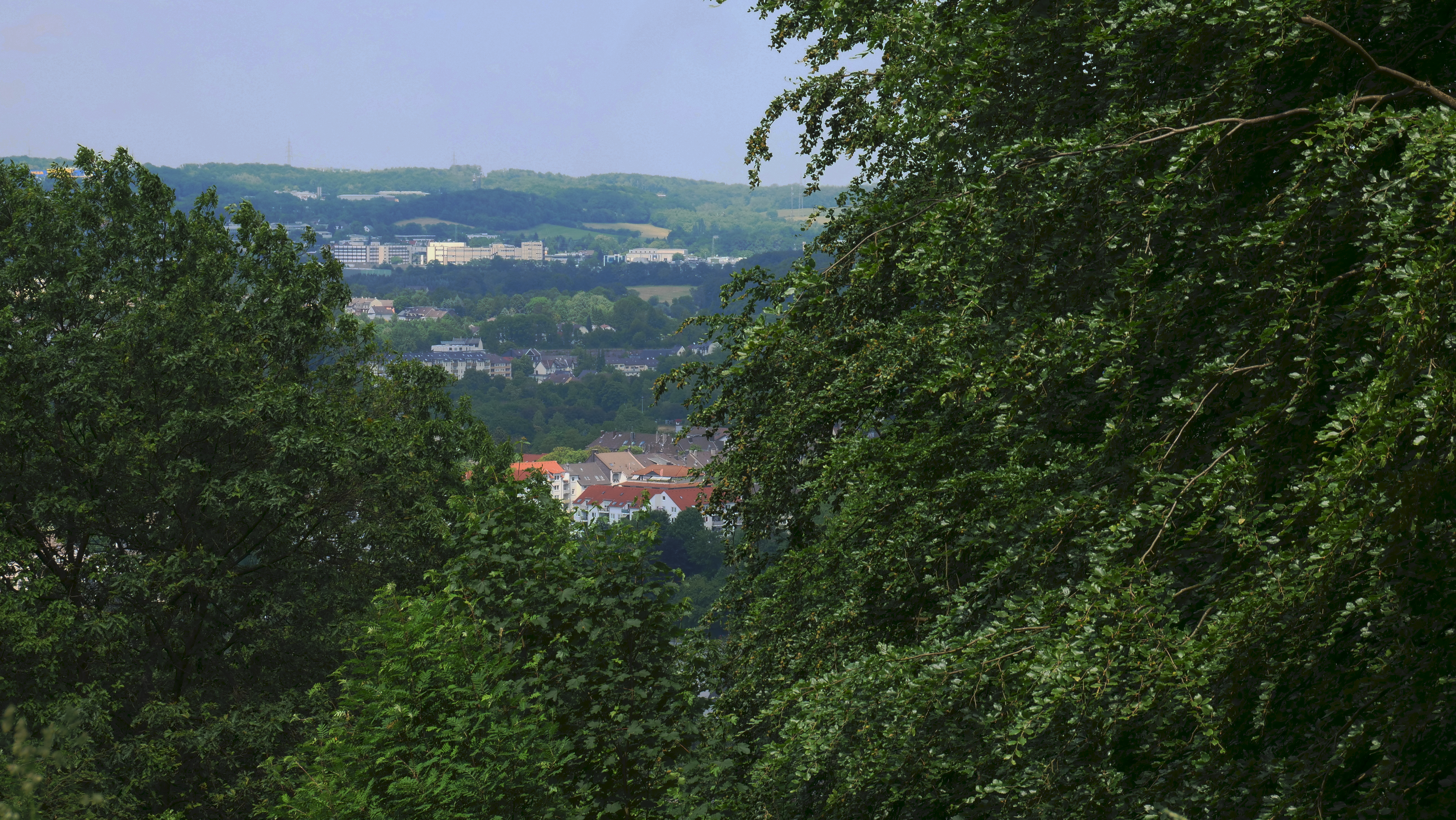
Ausblick vom Norrenberg Richtung Nächstebreck-Ost